# Historia de la frontera de Belice, Guatemala y México
La historia de frontera de Belice, Guatemala y México inicia en 1549 en la Capitanía General de Guatemala por parte del gobierno español, ya que ésta de inicio marcaba la frontera administrativa de dos partes del imperio español, aunque la Capitanía era en muchas formas parte de la Nueva España.

## Antecedentes
Hacia 1549 la frontera se describía sobre la base de los siguientes puntos fronterizos:

La barra de Tonalá en Chiapas, el pueblo de San Miguel Chimalapa, Oaxaca donde curva al noroeste, el cerro de los Mixes, paralelo al paralelo 17° o 24° Norte hasta el pueblo de Usumacinta, de ahí por el río Usumacinta hasta el pueblo de Huehuetlán en Guatemala para seguir por el paralelo 15° o 30° Norte, hasta subir al cabo de Puntas en el golfo de Honduras.

Frontera colonial entre Nueva España y la Capitanía General de Guatemala en 1546.

Es al final de la época colonial por 1790, que se da una nueva frontera entre el virreinato de la Nueva España y la Capitanía General de Guatemala, por la cual la frontera tenía como puntos distinguibles:
La barra de Tonalá en Chiapas, el pueblo de San Miguel Chimalapa,  Oaxaca donde curva al noroeste, el cerro de los Mixes, paralelo al paralelo 17° o 24° Norte hasta el pueblo de Usumacinta, de ahí por el río Usumacinta hasta unas millas al este de la confluencia del Usumacinta con el río San Pedro hacia el noreste hasta el río Nohbekán arriba del paralelo 19° Norte. Para luego bajar por el sureste hasta el inicio del río Hondo y de ahí por el río Hondo hasta el  mar.
De todos estos puntos el llamado río  Nohbekán tenía el inconveniente de no ser localizable aunque geógrafos como Antonio García Cubas lo marcaban en los planos de su Atlas, ubicándolo al centro de la península de Yucatán con afluencia hacia la laguna de Términos en el golfo de México.

Frontera colonial entre Nueva España y la Capitanía General de Guatemala en 1790.

El problema serio en la delimitación de la frontera se dio con la caída del Primer Imperio Mexicano en 1823 y la subsecuente secesión de los estados centroamericanos que formaban el Imperio Mexicano para formar la República Federal de Centro América mientras el resto se formaba en los Estados Unidos Mexicanos a los cuales se terminaría integrando el Departamento de Chiapas, perteneciente a la Capitanía General de Guatemala y en buena medida obligando a la división de hecho de la región del Soconusco entre ambas entidades políticas.
Entre 1824 cuando Chiapas se incorpora a la federación mexicana como el Estado del Sur y 1898 se dieron una serie de problemas militares y políticos para definir una frontera común entre México y la ya independiente Guatemala, entre estos destaca:
- La ocupación militar del Soconusco por los ejércitos de Guatemala y México en diferentes épocas, 1840, 1843, 1856-1858.

- La guerra de Castas.

De ambos conflictos la del Soconusco es la más conocida en general, ya que esta es incluso debatida en la actualidad, es así como a mediados del siglo XIX, los geógrafos mexicanos Antonio García Cubas y Manuel Orozco y Berra a petición del gobierno mexicano proponen una línea fronteriza, la cual correspondería más o menos a la actual frontera entre México y Guatemala, aunque por la técnica topográfica de la época sus datos parecen poco creíbles, por ejemplo Manuel Orozco y Berra la marca en términos de:

Linda al E. con la república de Centro América, siendo la línea divisoria por Soconusco los ríos Tilapa, Pecatalapa y Nica, el Naranjito y el paraje del Zapote y por Comitán el río Neuton, la hacienda de San José, el patio de la Sacchaná, la piedra redonda, el cerro Isbul y el río Usumacinta.

A esta primera propuesta, rechazada de plano por Guatemala se incorporaron otras las cuales tendieron a agravar el problema, ya que amplias regiones del centro de Chiapas y El Petén se encontraban inexploradas y en situación de rebeldía abierta contra los gobiernos de México y Guatemala, es así como durante la Guerra de Castas el gobierno mexicano deja casi toda la costa oriente de la península en manos de los Mayas Cruzo'ob los cuales además de constituirse de hecho en una nación independiente, se dirigen a la Corona británica para solicitar apoyo e incluso su incorporación al Imperio británico.
Tal vez motivados por esto, los gobiernos de México y Guatemala deciden llevar a cabo una serie de negociaciones para definir las fronteras.

## Frontera Guatemala - México

Propuesta de frontera entre México y Guatemala, por parte de Antonio García Cubas y la cual fuera luego adoptada.

Propuesta de frontera entre México y Guatemala, por parte del gobierno Guatemalteco.

El 29 de abril de 1871 se inicia en el Congreso de México una iniciativa para liberar los fondos para una Comisión con el fin de fijar los límites entre México y Guatemala. Así, por nota diplomática, el 6 de octubre de 1873 se hace la primera invitación formal al gobierno de Guatemala, la cual por su política interna no se contesta hasta el 7 de diciembre de 1877, cuando México y Guatemala firman un convenio preliminar sobre el establecimiento de una comisión binacional de ingenieros para establecer los puntos técnicos de una futura negociación. Esto no se lleva a cabo sino hasta luego del 4 de julio de 1878 cuando se ratifica el convenio, para esto México nombra a su comisión como "Comisión Mexicana de Reconocimiento de la frontera entre México y Guatemala". En 1881 el presidente guatemalteco Justo Rufino Barrios decide continuar con el proceso y reclama al gobierno mexicano de Porfirio Díaz los territorios de Soconusco y Chiapas que a su entender seguían perteneciendo a Guatemala, lo que en realidad dio pie a las negociaciones para un tratado de límites definitivo entre ambos estados. Esta negociación se inició en 1882 con el arbitrio del gobierno de los EE. UU.. Por el lado de México eran encabezados por el diplomático Matías Romero, quien era asesorado por el geógrafo mexicano Antonio García Cubas; por el lado guatemalteco estaba el embajador en México y Justo Rufino en El Malacate. Esta negociación se llevó inicialmente en la Hacienda de Barrios en Soconusco, de donde se trasladó a la Ciudad de México.
Por su parte Guatemala manifestó su inconformidad por la anexión de Chiapas y el Soconusco, considerando que la línea que corría por entre el cerro Izbul y el río Usumacinta, pasando luego por el meridiano al este del río San Pedro, para seguir por el paralelo 17°49′ N a través de Belice era atentatoria a sus derechos obtenidos desde la colonia, los cuales le daban Chiapas, el Soconusco, El Petén y la parte central de la península de Yucatán, siendo esta propuesta parte de la propuesta no oficial que Antonio García Cubas y Manuel Orozco y Berra habían hecho ya a mediados del siglo XIX.
Como parte de las incidencias de estas negociaciones Antonio García Cubas es acusado de alterar en los documentos el cauce del río Usumacinta.
En sí el tratado se basó en la demarcación colonial de 1787 donde entre Yucatán y Guatemala se definía el paralelo 17°49′ N como la línea fronteriza, lo cual no fue bien recibido por los guatemaltecos; este arreglo se tomó ya que para ese momento Belice era de hecho una colonia británica, lo que impedía hacerse de ese territorio y la línea a 17° daba cierta salida diplomática al dividir a Belice entre ambos estados.

Supuestos límites fronterizos entre Guatemala y México que se usan comúnmente en publicaciones populares.

En el lado mexicano se acusó a los negociadores de ceder El Petén y Belice a Guatemala, al considerar popularmente que la línea fronteriza entre la Nueva España y la Capitanía General de Guatemala era una línea recta entre la desembocadura del río Dulce en el golfo de Honduras, que llegaba hasta la frontera con Chiapas, e incluso una línea recta más al norte que partiera por el medio a Belice y El Petén.
El tratado fue firmado el 27 de septiembre de 1882, por el embajador Manuel Herrera y el ministro de relaciones exteriores Ignacio Mariscal en la Ciudad de México (durante el gobierno de Manuel González). En el Art. 3 del mismo se establecieron los puntos tomados para delimitarlo como sigue: 

Los límites entre las dos naciones serán a perpetuidad los siguientes: 1°. La línea media del río Suchiate, desde un punto situado en el mar a tres leguas de su desembocadura, río arriba, por su canal más profundo, hasta el punto en que el mismo río corte el plano vertical que pase por el punto más alto del volcán de Tacaná, y diste veinticinco metros del pilar más austral de la Garita de Tlaquián, de manera que esta Garita quede en territorio de Guatemala. 2° La línea determinada por el plano vertical definido anteriormente, desde su encuentro con el río Suchiate hasta su intersección con el plano vertical que pase por las cumbres de Buenavista e Ixbul. 3° La línea determinada por el plano vertical que pase por la cumbre de Buenavista, fijada ya astronómicamente por la Comisión Científica Mexicana, y la cumbre del Cerro de Ixbul, desde su intersección con la anterior hasta un punto a cuatro kilómetros adelante del mismo cerro. 4° El paralelo de latitud que pasa por este último punto, desde él, rumbo al Oriente, hasta encontrar el canal más profundo del río Usumacinta, o el del Chixoy, en el caso de que el expresado paralelo no encuentre al primero de estos ríos. 5° La línea media del canal más profundo del Usumacinta en un caso, o del Chixoy y luego el Usumacinta, continuando por éste, en el otro, desde el encuentro de uno u otro río con el paralelo anterior, hasta que el canal más profundo del Usumacinta encuentre el paralelo situado a veinticinco kilómetros al Sur de Tenosique, en Tabasco, medidos desde el centro de la plaza de dicho pueblo. 6° El paralelo de latitud que acaba de referirse, desde su intersección con el canal más profundo del Usumacinta, hasta encontrar la meridiana que pasa a la tercera parte de la distancia que hay entre los centros de las plazas de Tenosique y Sacluc, contada dicha tercera parte desde Tenosique. 7° Esta meridiana, desde su intersección con el paralelo anterior hasta la latitud de diez y siete grados cuarenta y nueve minutos (17° 49'). 8° El paralelo de diez y siete grados cuarenta y nueve minutos (17° 49'), desde su intersección con la meridiana anterior indefinidamente hacia el Este.

Este tratado dejó como una cuestión independiente y propia de cada estado los límites con la colonia de Honduras británica, hoy Belice; los trabajos efectivos de medición y delimitación no se concluyeron hasta 1902 cuando además el gobierno mexicano había definido su frontera con Belice. A consecuencia de esto, en el Soconusco Guatemala retuvo definitivamente la parte que llegaba hasta el río Suchiate y México la comarca de Motozintla.
Como parte de los trabajos de deslinde de la frontera se lleva a cabo la creación de una brecha en la selva del Norte de El Peté, con monumentos a cada cierto espacio a los cuales se les hace un desmonte circular, por lo que se les llama glorieta y sirve como límite efectivo de la frontera, esta línea se renovó entre 1930 y el 26 de octubre de 1938, aumentando el espacio del deslinde y el número de monumentos.
Entre el 28 de marzo de 1941 y el 1.º de marzo de 1949, se llevaron a cabo una serie de nuevos trabajos para extender y mejorar la brecha fronteriza, llegando hasta la confluencia del río Usumacinta, en 1950 se hace una nueva inspección y por el deterioro de los monumentos y la brecha, se vuelven a iniciar los trabajos, aumentando la extensión de la misma, llegando a crear la brecha que corre del río Usumacinta al río Suchiate, además de dar los primeros pasos en la creación de la Comisión Internacional de Límites y Aguas entre México y Guatemala, la cual remplazara las comisiones mixtas por un organismo binacional para la conservación de la frontera.
Mientras el 3 de noviembre de 1942 se firma el primer acuerdo para crear un puente internacional entre Guatemala y México, además del de aprovechamiento de las aguas de los ríos limítrofes, en 1958 nombra México al Comisionado de Límites con Guatemala, como su representante en la Comisión de ingenieros del río Suchiate y vuelve a insistir en la creación de la Comisión Internacional de Límites y Aguas, sobre la base de la propuesta que Guatemala había hecho en 1955. Lo que sucede con el canje de notas diplomáticas el 9 de noviembre y 21 de diciembre de 1961, quedando instalada el 1 de agosto de 1962 en la ciudad de Tapachula, Chiapas.
Desde entonces se han creado ocho cruces fronterizos formales:
- Río Suchiate:

1- CD. Hidalgo, México - Tecún Umán, Guatemala, puente Dr. Rodolfo Robles.
2- CD. Hidalgo, México - Tecún Umán, Guatemala, puente Ing. Luis Cabrera.
3- Talismán, México - El Carmen, Guatemala, puente Talismán.
- Segunda línea geodésica, Río Suchiate a río Usumacinta:

4- CD. Cuauhtémoc, México - La Mesilla, Guatemala.
5- Carmen Xhan, México - Gracias a Dios, Guatemala.
- Río Usumacinta:

6- Frontera Corozal, México - Bethel, Guatemala.
- Primer paralelo y meridiano de El Ceibo, entre río Usumacinta y río Hondo:

7- Nueva Orizaba, México - Ingenieros, Guatemala.
8- El Ceibo

## Frontera Belice - México

Propuesta de frontera entre México y Guatemala, por parte de Antonio García Cubas y la cual fuera luego adoptada, en esta se nota la división de Belice entre ambas naciones.

Como parte de los tratados de Versalles de  1783 y la Convención de Londres de 1786, en la cual se reconocía la soberanía española de las costas del golfo de Honduras y se daba una concesión atemporal a los británicos para la explotación del palo de tinte el territorio de Belice fue poco a poco extendido hasta formarse en él una colonia británica, la cual para la época de la independencia de México, constituía una población y puerto estable del Imperio británico.
Su permanencia en buena medida se dio al escaso interés que se daba a esa costa por parte de México o Guatemala, y en mucha al apoyo británico que se dio a las nacientes naciones, pero la falta de una delimitación concreta de la frontera les permitió a los británicos hacerse del comercio de la zona, ya que comerciantes de ambas naciones preferían ir a la ciudad de Belice que a sus respectivas capitales, con este comercio lograron armarse los grupos de mayas de la península de Yucatán, lo que alentó la posterior Guerra de Castas que iniciara en 1847, alimentada con la venta de los artículos tomados como botín de guerra por los Mayas Cruzo, esta guerra permitió a los británicos hacerse con una posesión segura ya que el gobierno del Gral. Porfirio Díaz prefirió negociar con los británicos un reconocimiento de su soberanía a cambio del cese del comercio entre los británicos y los Mayas Cruzo.
Si bien las negociaciones se daban en una fecha tan lejana al inicio de la guerra, estas aseguraron para México la posesión de la costa oriental de la península de Yucatán, cuando los mismos británicos permitieron los movimientos militares mexicanos por su frontera en contra de los mayas.
Según el tratado de Versalles la concesión española abarcaba solo una parte de la costa, pero con el tiempo tomaron desde el río Hondo hasta el río Dulce, en el caso de las conversaciones con los mexicanos, los británicos lograron el reconocimiento de la frontera hasta el río Hondo, sobre la base de los derechos reconocidos por los tratados con España, donde además se invocó la división fronteriza entre Yucatán y El Petén en la época colonial y la cual era marcada por el río Hondo, como se dijo anteriormente se había previsto por Antonio García Cubas dejar la zona de Belice dividida entre México y Guatemala, para así dejar individualmente el asunto del reconocimiento de la existencia y las fronteras con Belice.
Para las negociaciones México nombró al Secretario de Relaciones Exteriores, Ignacio Mariscal y el Reino Unido a Sir Spenser St. John. Los cuales rápidamente determinaron un tratado basado en los hechos, el cual fue firmado el 8 de julio de 1893 en la Ciudad de México, para luego el 7 de abril de 1897, se le anexó al mismo un tratado de cuatro artículos tendientes a acabar con el problema de la Guerra de Castas. Estos cuatro puntos se pueden resumir como sigue:
1) Se fijan los límites formales de la frontera.

Comenzando en Boca de Bacalar Chica, estrecho que separa el Estado de Yucatán del Cayo Ambergris y sus islas anexas, la línea divisoria corre en el centro del canal entre el referido Cayo y el Continente con dirección al Sudoeste hasta el paralelo de 18° 9' Norte, y luego al Noroeste a igual distancia de dos cayos, como está marcado en el mapa anexo, hasta el paralelo 18° 10' Norte; torciendo entonces hacia el Poniente, continúa por la bahía vecina, primero en la misma dirección hasta el Meridiano de 88° 2' Oeste; entonces sube al Norte hasta el paralelo 18° 25' Norte; de nuevo corre hacia el Poniente hasta el Meridiano 88° 18' Oeste, siguiendo el mismo Meridiano hasta la latitud de 18° 28½' Norte, a la que se encuentra la embocadura del Río Hondo, al cual sigue por su canal más profundo, pasando al Poniente de la Isla Albión y remontando el Arroyo Azul hasta donde éste cruce el Meridiano del Salto de Garbutt en un punto al Norte de la intersección de las líneas divisorias de México, Guatemala y Honduras británica, y desde ese punto corre hacia el Sur hasta la latitud 17° 49' Norte, línea divisoria entre la República Mexicana y Guatemala; dejando al Norte en territorio mexicano el llamado Río Snosha o Xnohha.

2) El Reino Unido y su colonia de Honduras británica dejará de comerciar armas con los Mayas Cruzo u otros pueblos indígenas.
3) Obliga a ambos gobiernos a no permitir la incursión de sus respectivos indígenas en el territorio del otro.
4) Establece las formalidades de la ratificación del tratado.
Un anexo al artículo 3 establece además la libertad de navegación para los barcos mercantes mexicanos por la Boca Bacalar Chico y las aguas territoriales inglesas en la bahía de Chetumal. Olvidando a las naves de la Armada de México para los cual debió construirse el canal de Zaragoza.
Entre ambas naciones existen algunos puntos donde se colocaron monumentos a ambos lados del río Hondo, además formalmente solo existe un cruce fronterizo entre ambas naciones, ubicado sobre el río Hondo en la población de Subteniente López, México y Santa Elena, Belice.